# Lehrerbildungsanstalt
Lehrerbildungsanstalten (LBA) waren Akademien zur Ausbildung von Pflichtschullehrern.

## Deutschland

### Lehrerbildung in der Weimarer Republik und im „Dritten Reich“

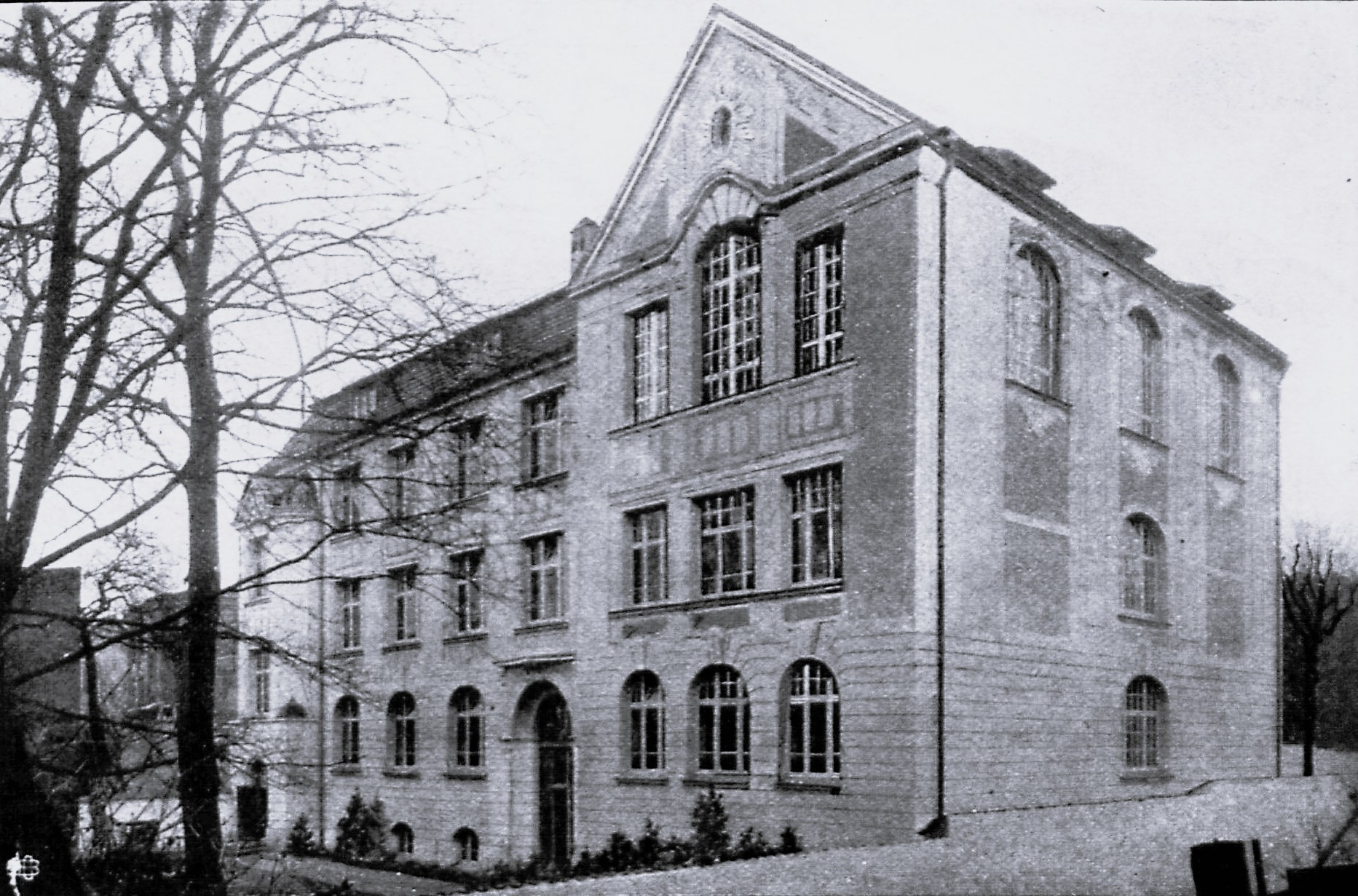
Schullehrer-Seminar und Übungsschule zu Lübeck

Gemäß der Weimarer Verfassung sollte es eine akademische Ausbildung aller Lehrer geben. Infolge wurden in Preußen 1922/1923 die bisherigen Präparandenanstalten und 1925/1926 die Lehrerseminare für Volksschullehrer geschlossen. 1926 wurden die ersten Pädagogischen Akademien gegründet, für die zur Aufnahme das Abitur verlangt wurde. Den Beschluss zu ihrer Errichtung fasste zwar der Reichstag, die Durchführung lag jedoch in der Hand der Reichsländer. Von den fünfzehn in Preußen gegründeten Akademien wurden allerdings wegen der wirtschaftlichen Notlage in der Weltwirtschaftskrise bis 1932 acht wieder geschlossen. Zu dieser Zeit bestand ein Überschuss an Lehrern, der nur langsam abgebaut wurde. Das Land Baden gründete nach langer Debatte ab 1926 drei „Lehrerbildungsanstalten“ in Karlsruhe (Simultanschule), Freiburg i. Br. (kath.) und Heidelberg (ev.), für die das Abitur die Regel, aber nicht zwingend war. In Bayern gab es bereits seit 1910 die Lehrerbildungsanstalt Pasing.
Ab März 1933 wurden die Pädagogischen Akademien in Hochschule für Lehrerbildung (HfL) umbenannt. Bereits Mitte der 1930er Jahre zeichnete sich ein künftiger Lehrermangel ab, insbesondere in der Volksschule, die nicht als sonderlich attraktiv angesehen wurde. Abiturienten, die meist ein Hochschulstudium absolvierten, strebten höher dotierte Posten an. Durch die NS-Schulpolitik war ihre Zahl stark rückläufig. Vielen Eltern war es zu teuer, den Kindern eine Schulausbildung an einer Oberschule bis zum Abitur zu finanzieren. Die höhere Mädchenbildung wurde aus ideologischen Gründen zurückgedrängt. Um dem Mangel an Lehrern abzuhelfen, war staatliches Eingreifen gefordert. Ein Modell lieferten die im annektierten Österreich üblichen Lehrerbildungsanstalten (LBA). Ab 1939 wurde zunächst damit begonnen, die für die Lehrerbildung erforderliche Vorbildung bei Volksschulabsolventen zu fördern und diesen eine kostenfreie Ausbildung zu geben.

### Gründung der Lehrerbildungsanstalten

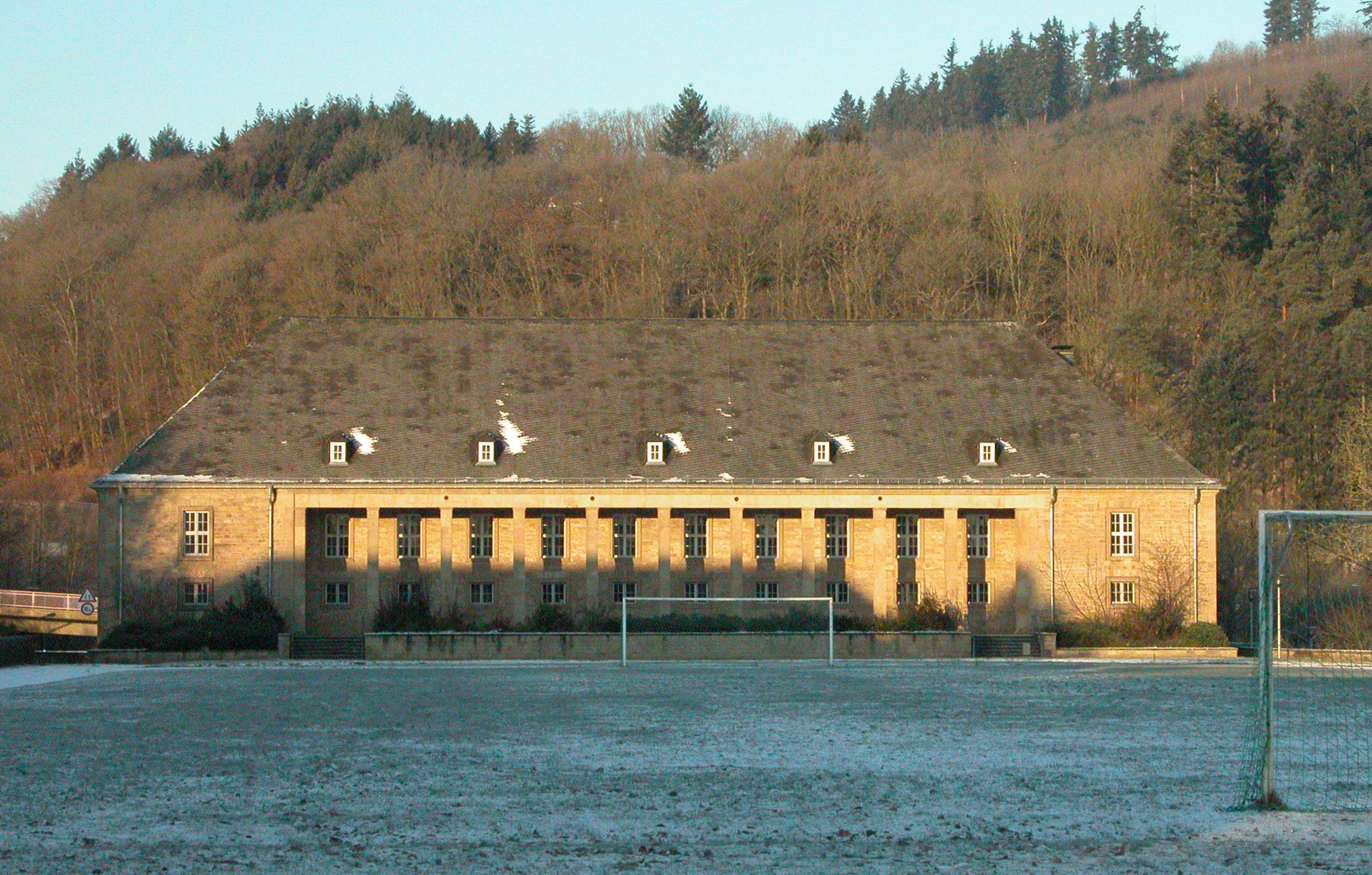
Turnhalle und Sportanlage der ehemaligen Lehrerbildungsanstalt Trier, heute im Campus Schneidershof der Hochschule Trier vor der Umgestaltung 2013/14

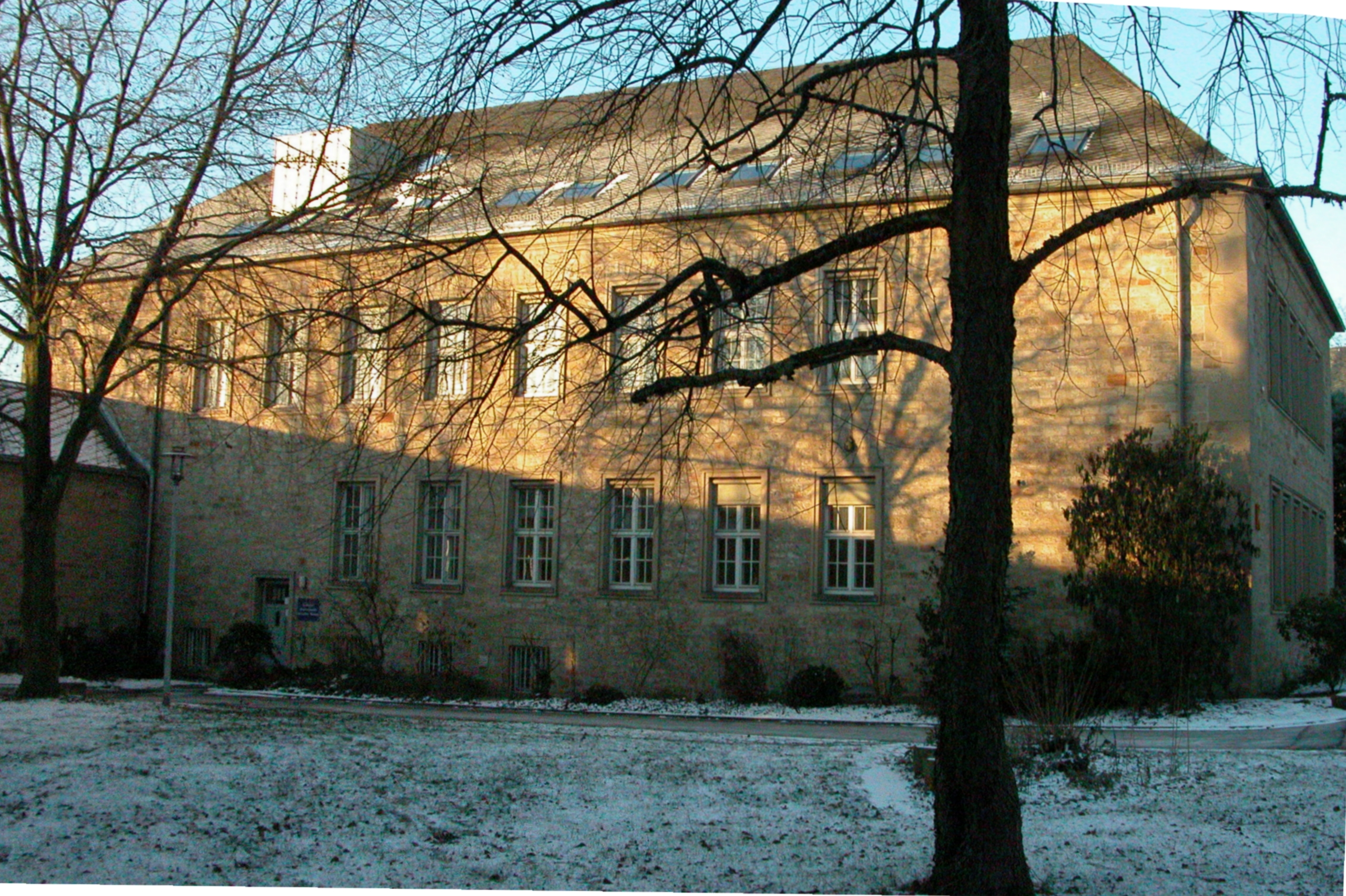
Ehemaliges Unterrichtsgebäude der Lehrerbildungsanstalt Trier, heute im Campus Schneidershof der Hochschule Trier

Im November des Jahres 1940 verfügte ein Führererlass, dass ab 1941 Lehrerbildungsanstalten zu gründen waren. Begabten Schülern, die zumeist aus finanziellen Gründen keine weiterführende Schule besuchen konnten, wurde nach erfolgreichem achtjährigem Besuch der Volksschule hier die Möglichkeit einer Ausbildung zum Volksschullehrer geboten. Um den Bedarf an Lehrern zu decken, war geplant, jährlich 16.000 Schüler in die LBA aufzunehmen. Die geeigneten Schüler wurden von ihren Schulen gemeldet. Über die Aufnahme in die LBA wurde nach dem Ergebnis eines zweiwöchigen Ausleselehrgangs entschieden.
Die Errichtung von Lehrerbildungsanstalten (LBA) bedeutete eine Abkehr von der bis dahin vertretenen, aber von der NS-Schulpolitik bekämpften akademischen Lehrerausbildung. Kernpunkt der Maßnahme war die Beseitigung des vorhandenen und wegen der vielen Gefallenen weiter erwarteten Lehrermangels. Die Ausbildungszeit sollte vom Volksschulabschluss bis zur 1. Lehrerprüfung fünf Jahre betragen, gegenüber der früheren Regelung also um ein Jahr verkürzt. Mit einer Mittleren Reife reichten drei Jahre. Nach zwei Jahren Dienst sollte die zweite Lehrerprüfung vor der lebenslangen Verbeamtung stattfinden. Die Ausbildung erfolgte auf Staatskosten in Internaten, so dass der Besuch dieser Schulform nicht von der Vermögenslage der Eltern abhängig war. Kleidung, Lehrmittel und ärztliche Betreuung waren einbezogen. Darüber hinaus erhielten die Schüler ein Taschengeld.
Mit Beginn des Schuljahres (Ostern) 1941/1942 wurden die ersten Lehrerbildungsanstalten errichtet. Die Schüler der bisherigen Aufbaulehrgänge wurden in das neue System integriert, so für Jungen in Neukloster und für Mädchen in Crivitz (Mecklenburg). Die Auswahl geschah nach dem Erlass vom 8. September 1941 nach allgemeiner Haltung (Führereignung), körperlicher Leistungsfähigkeit (Sport), geistiger Begabung, Musik und Werkschaffen. 1942 wurden zwischen Bernhard Rust und Artur Axmann die Erziehungsgrundsätze der Hitlerjugend und der LBA aufeinander abgestimmt. Es ging sehr militärisch und diszipliniert zu. Bei den Fächern rangierte die Leibeserziehung ganz oben. Dazu traten sehr viele Arbeitseinsätze und Lager. Die berufliche Theorie und Praxis folgten erst im vierten bzw. fünften Jahr. Die bestehenden Hochschulen für Lehrerbildung (HfL) wurden am 1. April 1942 formal in Lehrerbildungsanstalten umgewandelt, in Mecklenburg in Güstrow. Sie hatten allerdings bald Probleme, die geforderten Zahlen auch zu erreichen. Nach dem Ende des Zweiten Weltkrieges wurden die Lehrerbildungsanstalten wieder abgeschafft. Nahezu vollständig erhalten sind die 1939–1942 errichteten Gebäude der ehemaligen Lehrerbildungsanstalt Trier. Sie sind heute ein Teil des Campus Schneidershof der Hochschule Trier.

### Bekannte Schüler
Einige später als Schriftsteller bekannt gewordene Personen besuchten in ihrer Jugend Lehrerbildungsanstalten:
- Rudolf Braunburg in Bardel (Bentheim)
- Ludwig Harig in Idstein
- Josef Holub
- James Krüss besuchte die Lehrerbildungsanstalten in Lunden und Ratzeburg,
- Herbert Nachbar in Pasewalk,
- Bernhard Seeger in Köthen,
- Alfred Wellm in Mehlsack.
- Gotthilf Fischer in Esslingen am Neckar

## Österreich
Die Ausbildung an österreichischen Lehrerbildungsanstalten dauerte fünf Jahre und wurde mit der Matura und der Lehramtsprüfung abgeschlossen. Die Lehrerbildungsanstalten wurden von den Pädagogischen Akademien abgelöst (ca. 1970), die 2007 wiederum in Pädagogische Hochschulen umgewandelt wurden.

## Südtirol
In Südtirol erfolgte die Ausbildung der Grundschullehrer bis 1997 an LBAs.

## Einzelbelege
1. ↑   Hermann Langer: Zur Ausbildung von Mecklenburgs Volksschullehrern unterm Hakenkreuz (1932–1945), in: Zeitgeschichte regional 1/2012, S. 82f